# Else Faber
Else Faber (født 6. oktober 1900 i København, død 28. december 1988 i København) var en dansk forfatter og oversætter. Under pseudonymet Cecil Burton skrev hun manuskriptet til kriminalføljetonen Siva-skriget (1956), der blev sendt på Danmarks Radio i seks afsnit. Som oversætter oversatte og bearbejdede hun bl.a. den engelske forfatter Francis Durbridges kriminalføljetoner Gregory-mysteriet og Van Dyke-mysteriet for Danmarks Radio.